# Starla
Starla es una serie de televisión filipina transmitida por ABS-CBN desde el 7 de octubre de 2019 hasta el 10 de enero de 2020.
Está protagonizada por Joel Torre, Jana Agoncillo, Enzo Pelojero, Judy Ann Santos, Meryll Soriano, Joem Bascon y Raymart Santiago.

## Elenco

### Elenco principal
- Joel Torre como Gregorio "Mang Greggy" Dichaves
- Jana Agoncillo como Starla
- Enzo Pelojero como Buboy
- Judy Ann Santos como Teresa "Tere" Dichaves
- Meryll Soriano como Ester
- Joem Bascon como Dexter Soliman
- Raymart Santiago como Doc Philip

### Elenco secundario
- Grae Fernandez como George
- Chantal Videla como Lena
- Bodjie Pascua como Mang Kulas
- Simon Ibarra como Kapitan Domeng
- Jerry O'Hara como Mang Apol
- Joel Saracho como Mang Ambo
- Kathleen Hermosa como Frida
- Janus del Prado como Boyong
- Jordan Herrera como Pedro
- Anna Luna como Lolita
- Marilen Cruz como Trining
- Matt Daclan como Javi
- Poppert Bernadas como Kanor
- Jimmy Marquez como Sylvester
- Alex Baena como Tonton
- Roanne Maligat
- Myel de Leon como Nova
- Raikko Mateo como Astro
- Chunsa Jeung como Celestia